# 酚醛树脂
酚醛樹脂（phenol formaldehyde resins，PF）是一种最早商品化的合成树脂（塑膠），呈无色或黄褐色透明固体，也是制备“电木”的基础。电木（Bakelite）又称膠木，因电气设备使用较多而得名，就是一种热固性酚醛树脂。
酚醛樹脂的耐热性、耐燃性、耐水性和绝缘性优良，耐酸性较好，耐碱性差，机械和电气性能良好，易于切割，分为热固性塑膠和热塑性塑膠两类。合成时加入不同组分，可获得功能各异的改性酚醛树脂，具有不同的优良特性，如耐碱性、耐磨性、耐油性、耐腐蚀性等。

## 制法

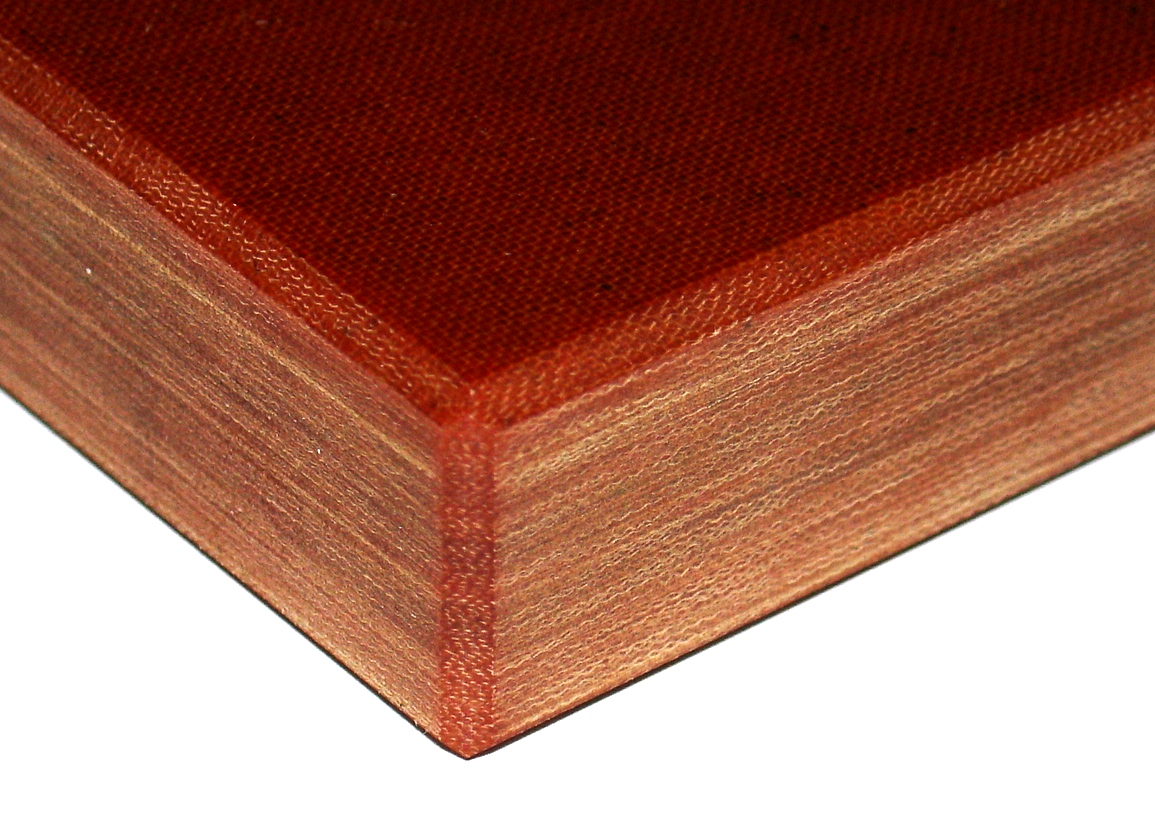
Tufnol (Novotext)牌的酚醛树脂板

苯酚和甲醛在酸触媒或碱触媒条件下進行縮聚，生成酚醛樹脂和水。热塑性酚醛树脂需用乌洛托品作固化剂。
{\displaystyle n\mathrm {C} _{6}\mathrm {H} _{5}\mathrm {OH} +n\mathrm {HCHO} \rightarrow \left[\mathrm {C} _{6}\mathrm {H} _{3}\mathrm {OHCH} _{2}\right]_{n}+n\mathrm {H} _{2}\mathrm {O} }
苯酚和甲醛先行混合，再用醋酸鈉作為催化劑，即可生成酚醛樹酯，這與尿素甲醛樹酯之做法雷同。

## 历史
酚醛树脂是德国化学家阿道夫·冯·拜尔（1835年－1917年）於1872年首次合成。1907年，出生于比利时的美国化学家利奥·亨德里克·贝克兰（1863年－1944年）改进了酚醛树脂的生产技术，将树脂实用化、工业化。1910年，他建立通用贝克莱特公司（General Bakelite），并用根据自己的名字赋予酚醛树脂商标名“Bakelite”。

## 重要性能[3]
1. 高温性能好
2. 粘结强度高
3. 高残碳率
4. 低烟低毒
5. 抗化学性
6. 热处理好

## 改質酚醛树脂
常用的改性酚醛树脂有以下几种：
- 聚乙烯醇缩醛改質酚醛树脂
- 聚酰胺改質酚醛树脂
- 环氧改質酚醛树脂
- 有机矽改質酚醛树脂
- 硼改質酚醛树脂
- 二甲苯改質酚醛树脂
- 二苯醚甲醛树脂